# Команданте (фильм, 2023)
«Команданте» или «Командир» — фильм итальянского режиссёра Эдоардо Де Анджелиса совместного производства Италии и Бельгии. Главную роль в нём сыграл Пьерфранческо Фавино. «Команданте» стал фильмом открытия 80-го Венецианского кинофестиваля 30 августа 2023 года.

## Сюжет
Действие фильма происходит в октябре 1940 года, во время Второй мировой войны. Главный герой — капитан итальянской подводной лодки Сальваторе Тодаро, готовый таранить врага и вести вооружённый кинжалами экипаж в рукопашную. Он торпедирует бельгийский транспорт, но потом решает отбуксировать шлюпку с 26 уцелевшими моряками в нейтральный порт, хотя его подлодке это грозит гибелью.

## В ролях
- Пьерфранческо Фавино — Сальваторе Тодаро
- Йохан Хелденберг — Жорж Фогельс
- Тим Дайш
- Сильвия д’Амико
- Лука Чиковани

## Премьера и восприятие
Фильм показали на открытии 80-го Венецианского кинофестиваля 30 августа 2023 года (25 июля стало известно, что «Команданте» заменит в этом качестве «Претендентов» Луки Гуаданьино). Директор фестиваля Альберто Барбера в связи с этим заявил, что показанная в фильме история — «мощный призыв к необходимости поставить ценности этики и человеческой солидарности выше жестокой логики военного протокола», особенно актуальный в 2023 году.
Первые отзывы критиков были противоречивыми. Обозреватель Forbes счёл фильм старомодным и затянутым, отметил его перегруженность закадровым текстом и чрезмерный националистический пафос. Антон Долин оценил «Команданте» на 3 балла из 10, Зинаида Пронченко — на 2. Обозреватель РБК высоко оценил игру Пьерфранческо Флавино.